# Mausoleo di Pahlavon Mahmud
Il mausoleo di Pahlavon Mahmud è un mausoleo di Itchan Kala a Khiva in Uzbekistan.

## Il mausoleo
Il mausoleo è in onore dell'eroe Pahlavon Mahmud, poeta, filosofo e combattente che è divenuto un santo protettore di Khiva. La leggenda vuole che egli abbia aiutato il sovrano indiano e questi per ricompensarlo abbia richiesto cosa volesse in dono. Egli chiese di rilasciare i propri connazionali in carcere tanti quanti ne potesse contenere una pelle di mucca. Ciò venne accettato, ma egli la tagliò in pezzi sottili in modo da ottenere una cintura assai lunga che ne salvò un gran numero.
Il mausoleo risale al 1362 ma venne poi ricostruito nel XIX e nel 1913 requisito per essere trasformato nel mausoleo di famiglia del khan. La camera è in stile persiano con una cupola turchese che custodisce la tomba del khan Mohammed Rakhim. In un'altra sala vi è poi la tomba di Pahlavon Mahmud decorate con piastrellature. All'esterno vi sono delle tombe di altri khan. 
Il mausoleo comprende anche una madrasa e un minareto con eleganti piastrellature a fasce.

## Galleria d'immagini

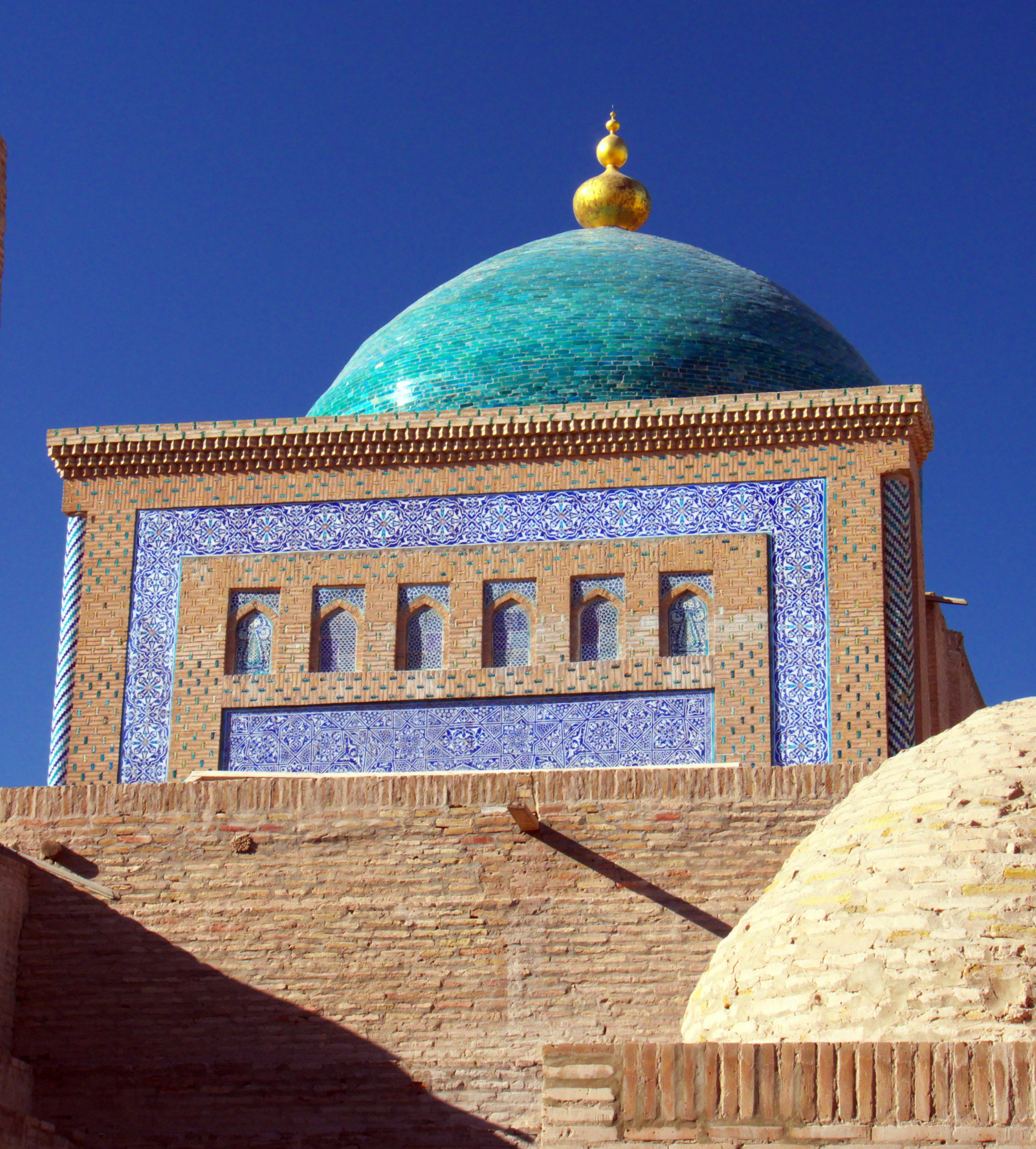
la cupola
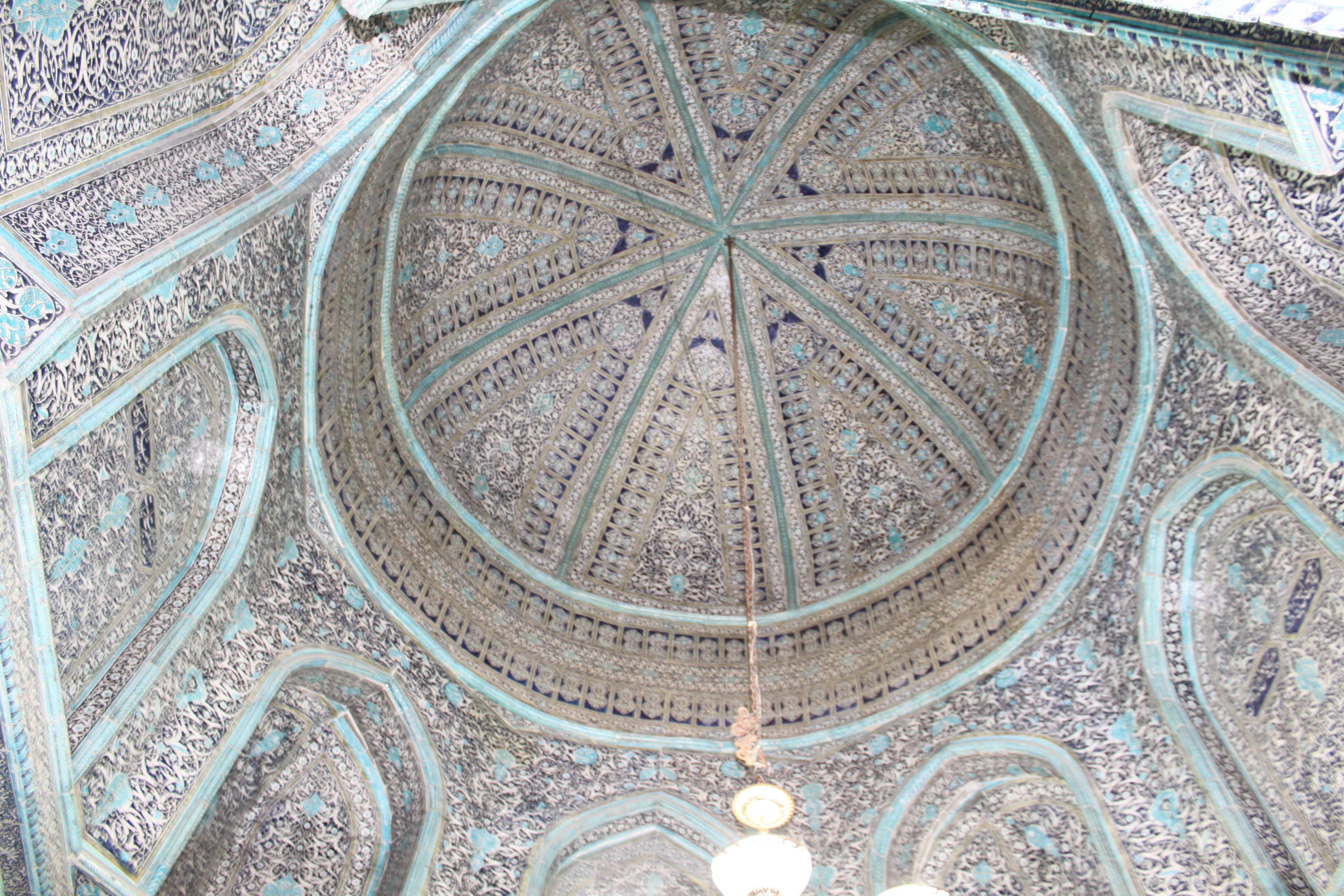
interno della cupola
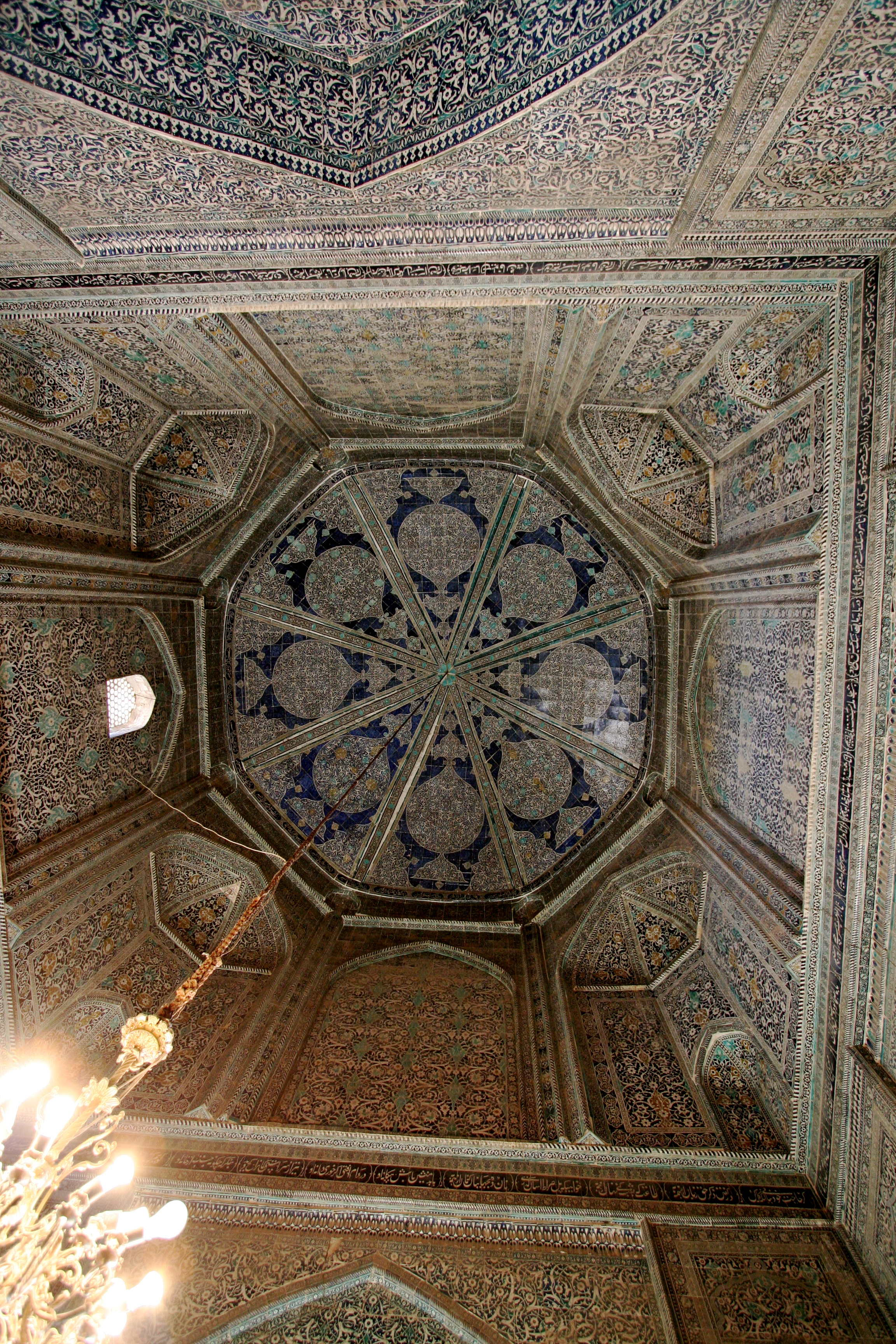
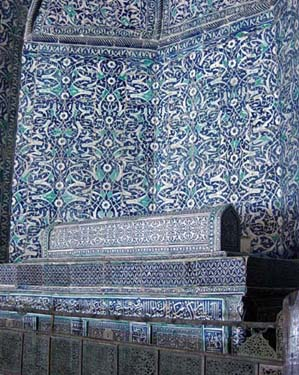
la tomba del khan
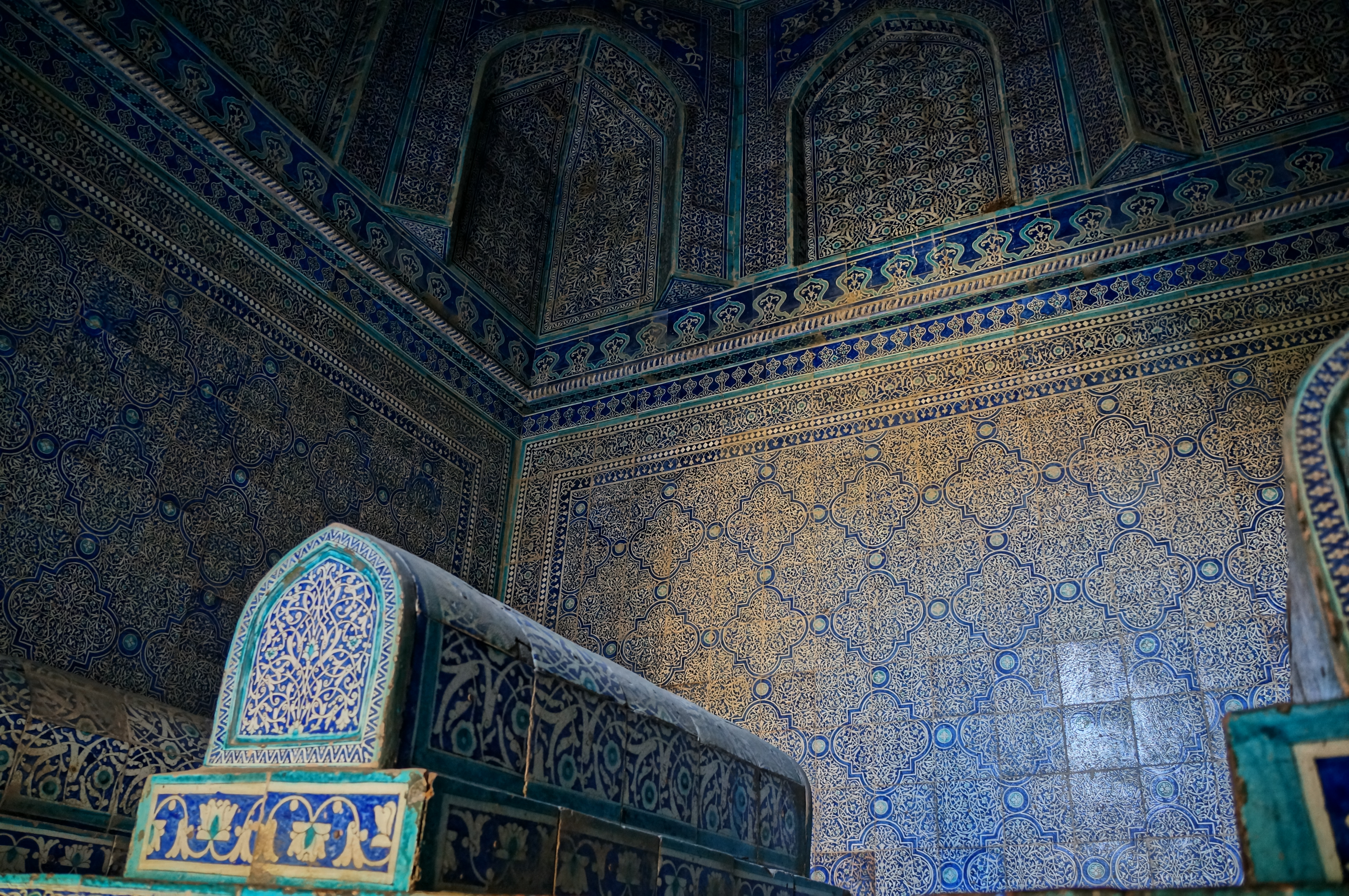
decorazioni
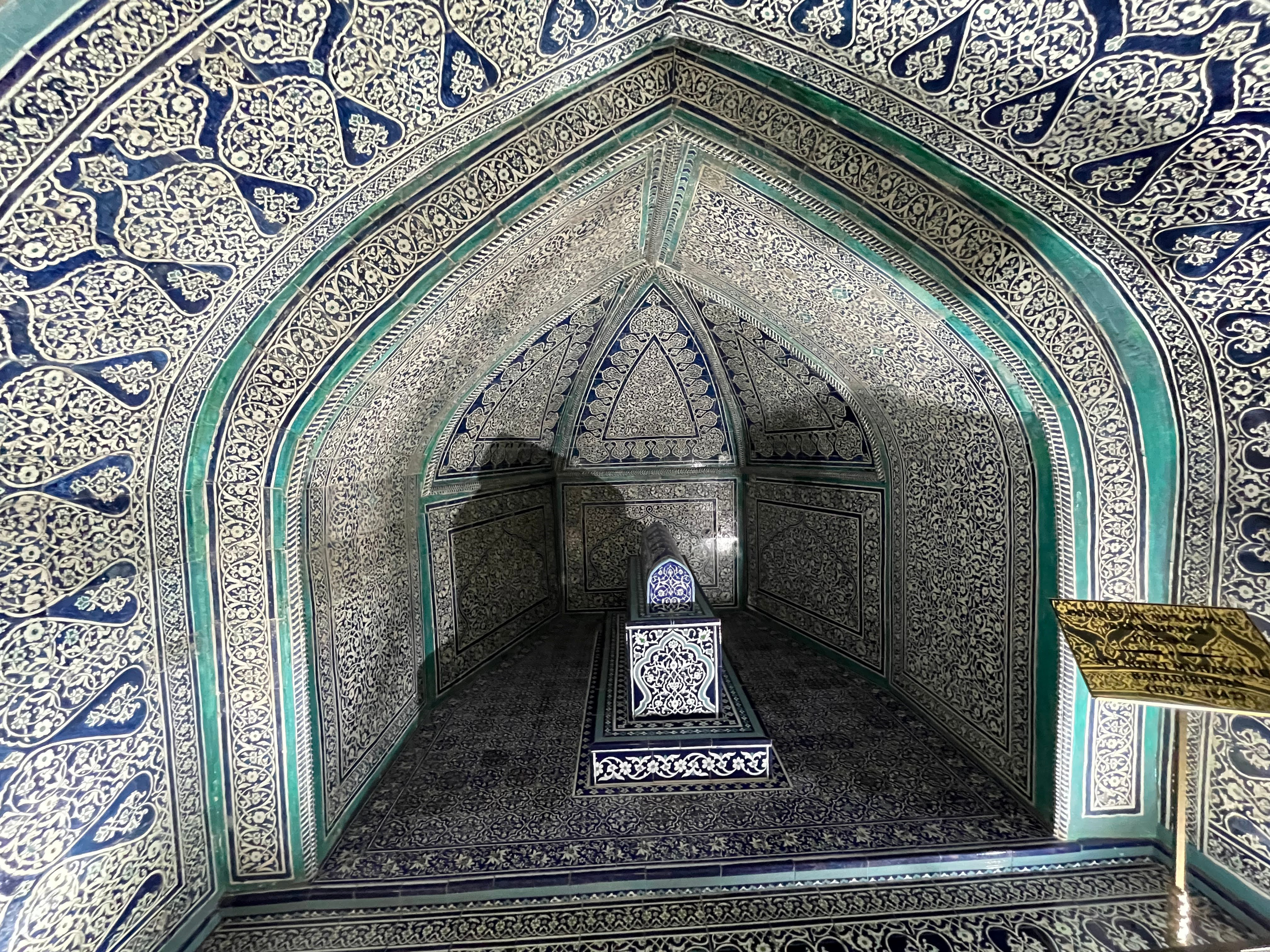
la tomba del khan